# Ribeira da Vinha
Ribeira da Vinha es una localidad caboverdiana del municipio de São Vicente.

## Geografía
La localidad está situada en la isla de São Vicente.

## Organización territorial
La localidad abarca el lugar de:
- Ribeira da Vinha